# Aeropuerto Internacional de Nội Bài
El Aeropuerto internacional de Nội Bài (en vietnamita: Sân bay Quốc tế Nội Bài) (IATA: HAN, OACI: VVNB) está localizado en  Hanói, Vietnam.

## Historia
El sitio inicialmente servía como una base de la Fuerza Aérea de Vietnam y se utilizó durante la guerra de Vietnam. Tras el conflicto se convirtió en un aeropuerto comercial.
La terminal 1 entró en funcionamiento en octubre de 2001 y al comienzo tenía una capacidad para 6,5 millones de pasajeros al año. Fue renovada dos veces, en 2013 y 2018, así permitiendo que atendiera a 15 millones de viajeros anualmente. La instalación contaba con 12 puertas de salida una vez completas las últimas mejoras.
El gobierno del país aprobó la construcción de una segunda terminal en 2006 y se benefició de la ayuda financiera del gobierno japonés para levantarla. Las obras comenzaron en 2011 y costaron $900 millones. Hubo una ceremonia de inauguración el 4 de enero de 2015, y a partir de esa fecha la terminal recibe todos los vuelos internacionales que aterrizan en Hanói. Los vuelos nacionales, en cambio, operan solo en la terminal 1.

## Aerolíneas y destinos

### Destinos internacionales
| Ciudades por países    | Nombre del aeropuerto                                | Aerolíneas |        |        |
| Europa                 | Europa                                               | Europa | Europa | Europa |
| ---------------------- | ---------------------------------------------------- | --- | ------ | ------ |
| Alemania               |                                                      | |        |        |
| Fráncfort              | Aeropuerto de Fráncfort del Meno                     | Vietnam Airlines |        |        |
| Francia                |                                                      | |        |        |
| París                  | Aeropuerto de París-Charles de Gaulle                | Vietnam Airlines |        |        |
| Reino Unido            |                                                      | |        |        |
| Londres                | Aeropuerto de Londres-Heathrow                       | Vietnam Airlines |        |        |
| Turquía                |                                                      | |        |        |
| Estambul               | Aeropuerto Internacional de Estambul                 | Turkish Airlines |        |        |
| Asia                   |                                                      | |        |        |
| Camboya                |                                                      | |        |        |
| Nom Pen                | Aeropuerto Internacional de Nom Pen                  | Vietnam Airlines |        |        |
| Siem Reap              | Aeropuerto Internacional de Angkor                   | VietJet Air Vietnam Airlines Cambodia Angkor Air                                                                      |        |        |
| China                  |                                                      | |        |        |
| Chengdú                | Aeropuerto Internacional de Chengdú-Shuangliu        | Vietnam Airlines |        |        |
| Chongqing              | Aeropuerto Internacional de Chongqing Jiangbei       | Chongqing Airlines |        |        |
| Guangzhou              | Aeropuerto Internacional de Cantón-Baiyun            | Pacific Airlines Vietnam Airlines China Southern Airlines                                                             |        |        |
| Haikou                 | Aeropuerto Internacional de Haikou-Meilan            | Vietnam Airlines |        |        |
| Nanning                | Aeropuerto Internacional de Nanning-Wuxu             | GX Airlines |        |        |
| Pekín                  | Aeropuerto de Pekín-Capital                          | Vietnam Airlines |        |        |
| Pekín                  | Aeropuerto de Pekín-Daxing                           | Vietnam Airlines |        |        |
| Shanghái               | Aeropuerto Internacional Pudong                      | Vietnam Airlines |        |        |
| Shenzhen               | Aeropuerto Internacional de Shenzhen-Bao'an          | Vietnam Airlines China Southern Airlines Shenzhen Airlines                                                            |        |        |
| Xiamen                 | Aeropuerto Internacional de Xiamen-Gaoqi             | Xiamen Air |        |        |
| Corea del Sur          |                                                      | |        |        |
| Busan                  | Busan                                                | VietJet Air Vietnam Airlines Air Busan T'way Air                                                                      |        |        |
| Daegu                  | Aeropuerto Internacional de Daegu                    | T'way Air |        |        |
| Seúl                   | Aeropuerto Internacional de Incheon                  | VietJet Air Vietnam Airlines Air Seoul Asiana Airlines Jeju Air Jin Air Korean Air T'way Air                          |        |        |
| Yangyang               | Aeropuerto Internacional de Yangyang                 | Fly Gangwon |        |        |
| Emiratos Árabes Unidos |                                                      | |        |        |
| Dubái                  | Aeropuerto Internacional de Dubái                    | Emirates |        |        |
| Filipinas              |                                                      | |        |        |
| Manila                 | Aeropuerto Internacional Ninoy Aquino                | Cebu Pacific Air Philippine Airlines                                                                                  |        |        |
| Hong Kong              |                                                      | |        |        |
| Hong Kong              | Aeropuerto Internacional de Hong Kong                | Vietnam Airlines Cathay Pacific Hong Kong Express Hong Kong Airlines                                                  |        |        |
| India                  |                                                      | |        |        |
| Ahmedabad              | Aeropuerto Internacional Sardar Vallabhbhai Patel    | VietJet Air |        |        |
| Bangalore              | Aeropuerto Internacional Kempegowda                  | VietJet Air (comienza el 1 de enero de 2024)                                                                          |        |        |
| Bombay                 | Aeropuerto Internacional Chhatrapati Shivaji         | VietJet Air Vietnam Airlines                                                                                          |        |        |
| Calcuta                | Aeropuerto Internacional Netaji Subhash Chandra Bose | IndiGo |        |        |
| Nueva Delhi            | Aeropuerto Internacional Indira Gandhi               | VietJet Air Vietnam Airlines                                                                                          |        |        |
| Indonesia              |                                                      | |        |        |
| Denpasar               | Aeropuerto Internacional Ngurah Rai                  | VietJet Air |        |        |
| Japón                  |                                                      | |        |        |
| Fukuoka                | Aeropuerto de Fukuoka                                | VietJet Air Vietnam Airlines                                                                                          |        |        |
| Nagoya                 | Aeropuerto Internacional Chūbu Centrair              | VietJet Air Vietnam Airlines                                                                                          |        |        |
| Osaka                  | Aeropuerto Internacional de Kansai                   | VietJet Air Vietnam Airlines                                                                                          |        |        |
| Tokio                  | Aeropuerto Internacional de Haneda                   | Vietnam Airlines |        |        |
| Tokio                  | Aeropuerto Internacional de Narita                   | VietJet Air Vietnam Airlines All Nippon Airways Japan Airlines                                                        |        |        |
| Laos                   |                                                      | |        |        |
| Luang Prabang          | Aeropuerto Internacional de Luang Prabang            | Vietnam Airlines Lao Airlines                                                                                         |        |        |
| Vientián               | Aeropuerto Internacional Wattay                      | Vietnam Airlines Lao Airlines                                                                                         |        |        |
| Macao                  |                                                      | |        |        |
| Macao                  | Aeropuerto Internacional de Macao                    | Vietnam Airlines Air Macau                                                                                            |        |        |
| Malasia                |                                                      | |        |        |
| Kuala Lumpur           | Aeropuerto Internacional de Kuala Lumpur             | Vietnam Airlines AirAsia Batik Air Malaysia Malaysia Airlines                                                         |        |        |
| Birmania               |                                                      | |        |        |
| Rangún                 | Aeropuerto Internacional de Rangún                   | VietJet Air Vietnam Airlines Myanmar Airways International                                                            |        |        |
| Mongolia               |                                                      | |        |        |
| Ulán Bator             | Aeropuerto Internacional Gengis Kan                  | Aero Mongolia |        |        |
| Catar                  |                                                      | |        |        |
| Doha                   | Aeropuerto Internacional Hamad                       | Qatar Airways |        |        |
| Singapur               |                                                      | |        |        |
| Singapur               | Aeropuerto Internacional de Singapur                 | VietJet Air Vietnam Airlines Scoot Singapore Airlines                                                                 |        |        |
| Tailandia              |                                                      | |        |        |
| Bangkok                | Aeropuerto Internacional Suvarnabhumi                | Bamboo Airways Pacific Airlines VietJet Air Vietnam Airlines Vietravel Airlines Thai AirAsia Thai Lion Air Thai Smile |        |        |
| Chiang Mai             | Aeropuerto Internacional de Chiang Mai               | Bangkok Airways Thai AirAsia                                                                                          |        |        |
| Phuket                 | Aeropuerto Internacional de Phuket                   | VietJet Air |        |        |
| Taiwán                 |                                                      | |        |        |
| Kaohsiung              | Aeropuerto Internacional de Kaohsiung                | VietJet Air Vietnam Airlines                                                                                          |        |        |
| Taichung               | Aeropuerto Internacional de Taichung                 | VietJet Air |        |        |
| Taipéi                 | Aeropuerto Internacional de Taiwán Taoyuan           | VietJet Air Vietnam Airlines China Airlines EVA Air Starlux Airlines                                                  |        |        |
| Oceanía                |                                                      | |        |        |
| Australia              |                                                      | |        |        |
| Melbourne              | Aeropuerto Internacional Tullamarine                 | Vietnam Airlines |        |        |
| Sídney                 | Aeropuerto Internacional Kingsford Smith             | Vietnam Airlines |        |        |

## Acceso
El puente Nhat Tan enlaza el aeropuerto con el centro de Hanói, cruzando el río Rojo. Cuando abrió en 2015, redujo la distancia entre el aeropuerto y la ciudad de 30 km a 15 km.